# مسجد جامع ده‌نو
مسجد جامع روستای دهنو مربوط به دوره قاجار است و در شهرستان اصفهان، بخش مرکزی، دهستان محمودآباد، روستای دهنو، خیابان امام خمینی، بین کوچه شهداء و بن‌بست بهار واقع شده و این اثر در تاریخ ۲۲ آبان ۱۳۸۶ با شمارهٔ ثبت ۱۹۸۶۱ به‌عنوان یکی از آثار ملی ایران به ثبت رسیده است.